# 笛美
笛美（ふえみ）は、日本のフェミニスト。
笛美というペンネームはフェミニズムの「フェミ」から取った仮名。

## フェミニズム活動
2019年1月からは、積極的にツイッターでフェミニズムや政治についての発信を始めた。

## 著書
- 『ぜんぶ運命だったんかい――おじさん社会と女子の一生』亜紀書房 2021